# Javor (Lužické hory)
Javor (693 m, německy Grosse Ahrenberg) je zalesněný kopec v Lužických horách, přibližně 1,5 km severně od Mlýnů, nad údolím říčky Kamenice. Hlavní vrchol je čedičový, převládá zde bukový les. Kromě toho se zde nachází ještě dva nižší předvrcholy, jižní (označovaný na mapách ČÚZK jako Javorník) (642 m) znělcový a severovýchodní (633 m) čedičový.